# Коле Иполито (Фрозиноне)
Коле Иполито је насеље у Италији у округу Фрозиноне, региону Лацио.
Према процени из 2011. у насељу је живело 98 становника. Насеље се налази на надморској висини од 499 м.